# Aphalara
Genre
Aphalara est un genre d'insectes hémiptères de la famille des Aphalaridae.

## Description

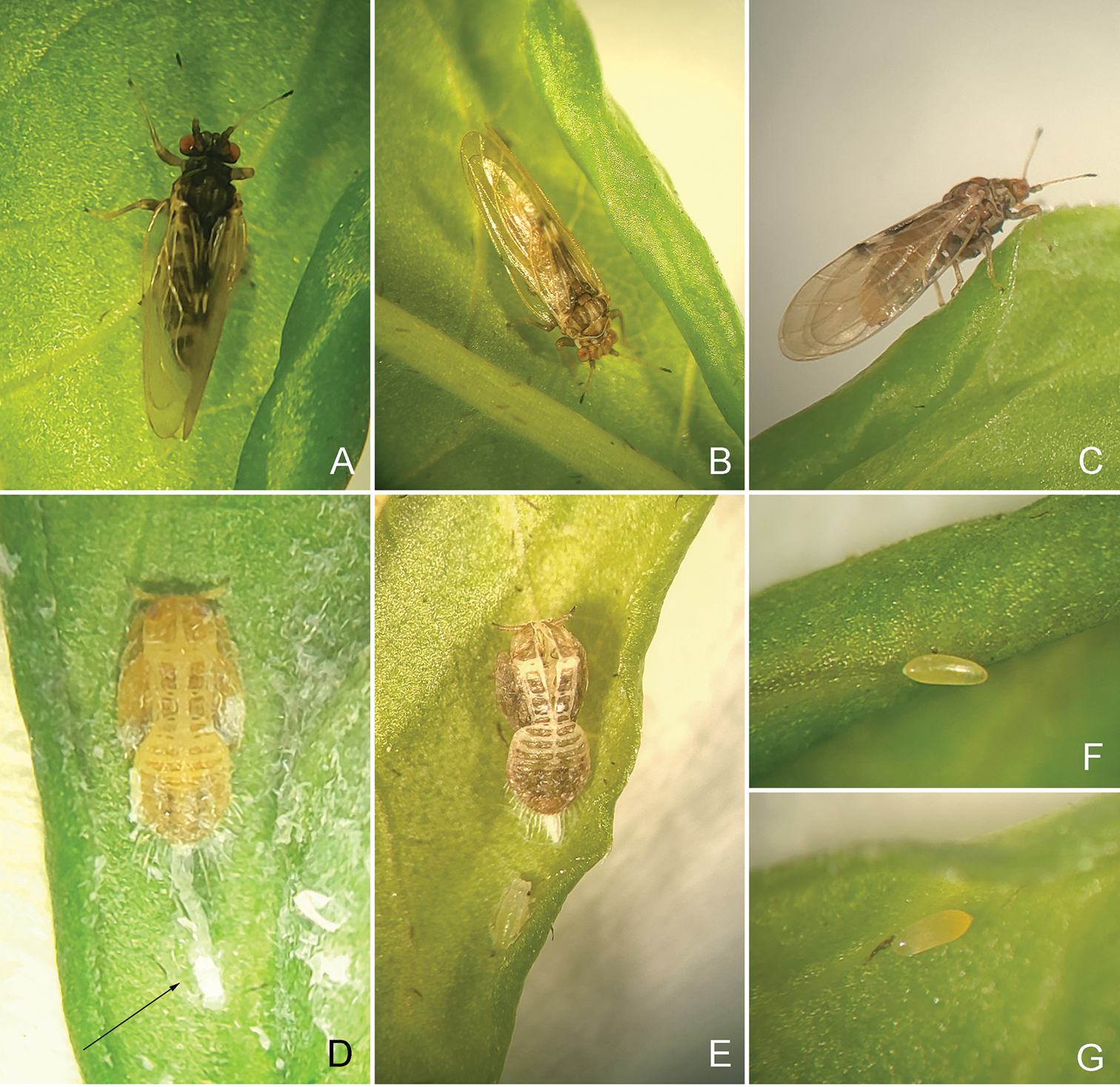
Aphalara ritteri.

Ce genre de Psylles a principalement pour plantes hôtes des Polygonaceae. Ses espèces sont principalement définies par leurs plantes hôtes. Les différences morphologiques entre les espèces sont peu nombreuses et subtiles, tandis que la variabilité intraspécifique est prononcée.

## Répartition
Ce genre a une aire de répartition holarctique (régions tempérées de hémisphère Nord). Les espèces du paléarctique sont mieux connues que celles du néarctique.

## Taxinomie
Le nom valide complet (avec auteur) de ce taxon est Aphalara Förster, 1848. Aphalara polygoni Foerster, 1848 est l'espèce type. 
C'est le genre type de la famille des Aphalaridae, de la sous-famille des Aphalarinae et de la tribu des Aphalarini qui regroupe quinze autres genres.

### Liste des espèces
Selon GBIF (23 mars 2025) :
- Aphalara affinis (Zetterstedt, 1828)
- Aphalara avicularis Ossiannilsson, 1981
- Aphalara bitaeniana Li & Yang, 1999
- Aphalara borealis Heslop-Harrison, 1949
- Aphalara calthae (Linnaeus, 1761)
- Aphalara confusa Caldwell, 1937
- Aphalara crassinervis Rudow, 1875
- Aphalara curta Caldwell, 1937
- Aphalara dentata Caldwell, 1937
- Aphalara exilis (Weber & Mohr, 1804)
- Aphalara fasciata Kuwayama, 1908
- Aphalara freji Burckhardt & Lauterer, 1997
- Aphalara grandicula (Gegechkori, 1981)
- Aphalara hedini Enderlein, 1933
- Aphalara itadori (Shinji, 1938)
- Aphalara jungsukae Kwon, 1983
- Aphalara loca Caldwell, 1937
- Aphalara loginovae Burckhardt & Lauterer, 1993
- Aphalara longicaudata Wagner & Franz, 1961
- Aphalara maculata Caldwell, 1937
- Aphalara maculipennis Löw, 1886
- Aphalara manitobaensis Caldwell, 1938
- Aphalara monticola Hodkinson, 1973
- Aphalara morimotoi Miyatake, 1997
- Aphalara multipunctata Kuwayama, 1908
- Aphalara nigra Caldwell, 1937
- Aphalara nigrimaculosa Gegechkori, 1981
- Aphalara nubifera Patch, 1912
- Aphalara ortegae Burckhardt, Cort & Queiroz, 2020
- Aphalara ossiannilssoni Mathur, 1975
- Aphalara panli (Weber & Mohr)
- Aphalara pauli Loginova, 1979
- Aphalara persicaria (Caldwell, 1937)
- Aphalara poligoni (Shinji, 1938)
- Aphalara polygoni Foerster, 1848
- Aphalara purpurascens (Hartig, 1841)
- Aphalara ritteri Burckhardt, Cort & Queiroz, 2020
- Aphalara rumicis Mally, 1894
- Aphalara sasajii Miyatake, 2001
- Aphalara sauteri Burckhardt, 1983
- Aphalara siamensis Burckhardt & Lauterer, 1997
- Aphalara sibirica Loginova, 1961
- Aphalara simila Caldwell, 1937
- Aphalara steironemicola Richards, 1970
- Aphalara taiwanensis Burckhardt & Lauterer, 1997
- Aphalara tecta Maskell, 1898
- Aphalara ulicis Foerster, 1848
- Aphalara wrangeli Gegechkori, 1990
- Aphalara wulingica Li, 2011

### Publication originale
- (de) Arnold Förster, « Uebersicht der Gattungen und Arten in der Familie der Psylloden », Verhandlungen des Naturhistorischen Vereins de Preussischen Rheinlande, Westfalens, vol. 3,‎ 1848, p. 67 (lire en ligne  [PDF], consulté le 23 mars 2025).